# Megalurulus
Megalurulus là một chi chim trong họ Locustellidae.

## Các loài
- Megalurulus grosvenori
- Megalurulus llaneae
- Megalurulus mariei
- Megalurulus rubiginosus
- Megalurulus whitneyi